# Totskoïe
Totskoïe (russe : То́цкое) est une localité rurale (selo) et le centre administratif du raïon de Totskoïe de l'oblast d'Orenbourg, en Russie.

## Histoire
La localité est fondée en 1736.

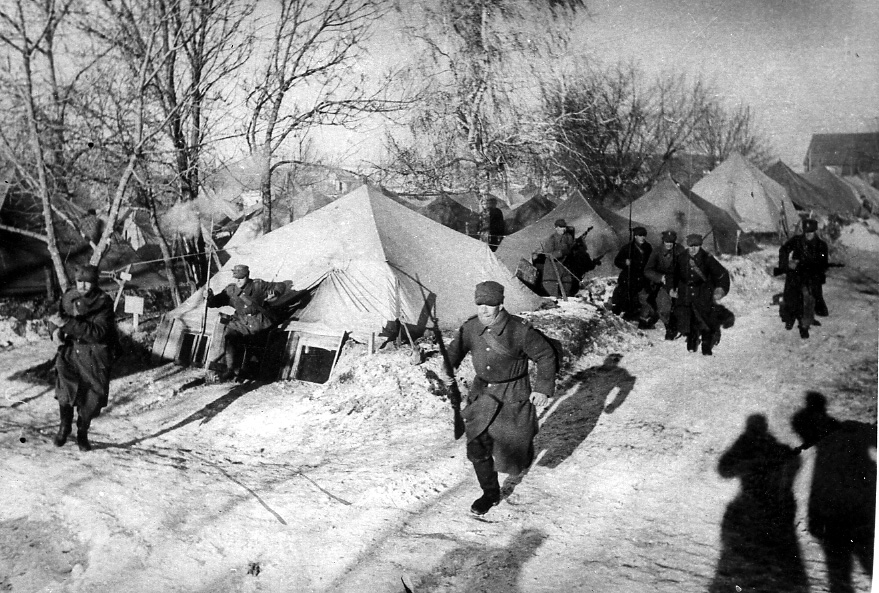
Camp militaire polonais en 1941.

Pendant la Première Guerre mondiale, le village est le site d'un camp de prisonniers de guerre qui devint célèbre pour une épidémie de typhus au cours de l'hiver 1915-1916. Plus de 9 000 des 17 000 prisonniers moururent. L'écrivain tchèque Jaroslav Hašek est l'un des survivants.
Pendant la Seconde Guerre mondiale, un camp de prisonniers de guerre polonais est établi dans la zone. En 1941-1942, celui-ci abrite les 6e et 7e divisions d'infanterie de l'armée polonaise de Władysław Anders. Les Polonais étaient hébergés dans des camps de fortune dans des conditions désastreuses, la plupart du temps dans des tentes et des abris, et souffraient de pénuries de nourriture, de médicaments, de vêtements chauds et de chaussures. En raison du froid extrême atteignant −54 °C, ils furent relogés à Chakhrisabz et Karmana au début de 1942.
En 1954, le massif de Totskoïe fut le site d'un essai nucléaire soviétique. La zone abrite également la base aérienne de Totskoïe.